# Cantar de mio Cid
El Cantar de mio Cid es un cantar de gesta anónimo que relata hazañas heroicas inspiradas libremente en los últimos años de la vida del caballero castellano Rodrigo Díaz de Vivar el Campeador. La versión conservada fue compuesta, según la mayoría de la crítica actual, alrededor del año 1200.
Se trata de la primera obra poética extensa de la literatura española y el único cantar épico castellano conservado casi completo; sólo se han perdido la primera hoja del original y otras dos en el interior del códice, aunque el contenido de las lagunas existentes puede ser deducido de las prosificaciones cronísticas, en especial de la Crónica de veinte reyes. Además del Cantar de Mio Cid, los otros tres textos de su género que han perdurado son: las Mocedades de Rodrigo —c. 1360—, con 1700 versos; el Cantar de Roncesvalles — c. 1270—, un fragmento de unos 100 versos; y una corta inscripción de un templo románico, conocida como Epitafio épico del Cid —¿c. 1400?—.
La relevancia del Cantar no se limita a lo literario sino que da inicio a toda una disciplina intelectual: la filología como ciencia moderna en España a finales del siglo XIX, que se inicia con el estudio de este poema por parte de Ramón Menéndez Pidal (1869-1968) y su decisión de aplicar por primera vez a este texto el método histórico-crítico, la más potente herramienta de la filología de su época, inaugurando así los estudios filológicos españoles.
El poema consta de 3735 versos de extensión variable (anisosilábicos), aunque predominan los de catorce a dieciséis sílabas métricas, divididos en dos hemistiquios separados por cesura. La longitud de cada hemistiquio es normalmente de tres a once sílabas, y se considera unidad mínima de la prosodia del Cantar. Sus versos no se agrupan en estrofas, sino en tiradas; cada una es una serie sin número fijo de versos con una sola y misma rima asonante.
Se desconoce su título original, aunque probablemente se llamaría «gesta» o «cantar», términos con los que el autor describe la obra en los versos 1085 («Aquí compieça la gesta de mio Çid el de Bivar», comienzo del segundo cantar) y 2276 («las coplas deste cantar aquís van acabando», casi al fin del segundo), respectivamente.

## Argumento y estructura

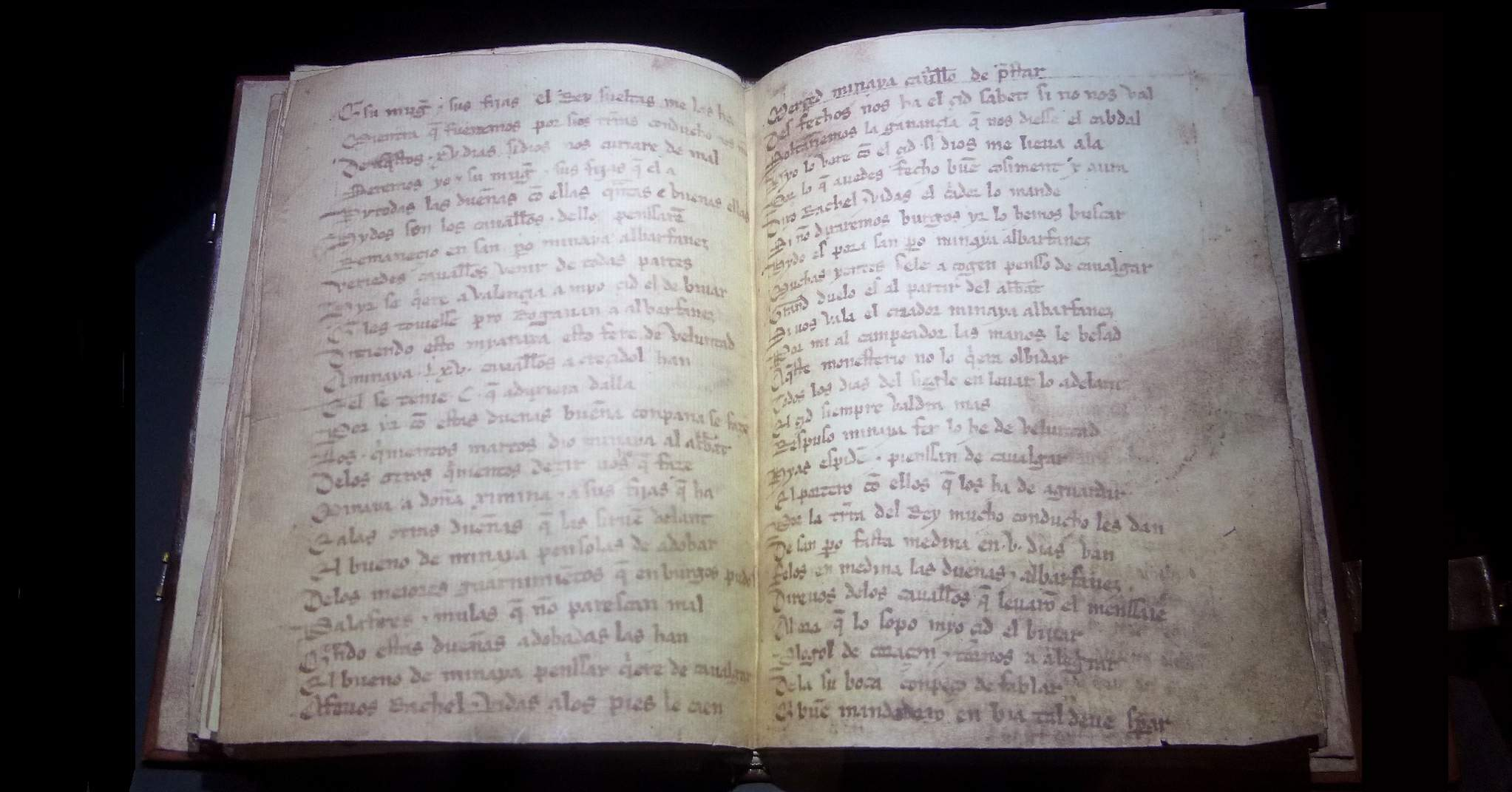
Reproducción del Cantar expuesta en el Convento de Nuestra Señora del Espino de Vivar del Cid (Burgos)

### Estructura interna
El tema del Cantar de mio Cid es el complejo proceso de recuperación de la honra perdida por el héroe, cuya restauración supondrá al cabo una honra mayor a la de la situación de partida. Implícitamente, se contiene una dura crítica a la alta nobleza leonesa de sangre o cortesana y una alabanza a la baja nobleza que ha conseguido su estatus por méritos propios, no heredados, y guerrea para conseguir honra y honor.
El poema se inicia con el destierro del Cid, primer motivo de deshonra, a causa de la figura jurídica de la ira regia («el rey me ha airado», vv. 90 y 114), injusta porque ha sido provocada por mentirosos intrigantes («por malos mestureros de tierra sodes echado», v. 267) y la consiguiente confiscación de sus heredades en Vivar, el secuestro de sus bienes materiales y la privación de la patria potestad de su familia.
Tras la conquista de Alcocer, Castejón, la derrota del conde don Remont y la final conquista del reino de taifas y ciudad de Valencia, gracias al solo valor de su brazo, su astucia y prudencia, consigue el perdón real y con ello una nueva heredad, el Señorío de Valencia, que se une a su antiguo solar ya restituido. Para ratificar su nuevo estatus de señor de vasallos, se conciertan bodas con linajes del mayor prestigio cuales son los infantes de Carrión.
Pero con ello se produce la nueva caída de la honra del Cid, por el ultraje que le infieren los infantes de Carrión en la persona de sus dos hijas, que son vejadas, fustigadas, malheridas y abandonadas en el robledal de Corpes para que se las coman los lobos.
Este hecho supone según el derecho medieval el repudio de facto de estas por parte de los de Carrión. Por ello el Cid decide alegar la nulidad de estos matrimonios en un juicio presidido por el rey, donde además los infantes de Carrión quedan infamados públicamente y apartados de los privilegios que antes ostentaban como miembros del séquito real. Por el contrario, las hijas del Cid conciertan matrimonios con reyes de España, llegándose así al máximo ascenso social posible del héroe.
Así, la estructura interna está determinada por unas curvas de obtención-pérdida-restauración-pérdida-restauración de la honra del héroe. En un primer momento, que el texto no refleja, el Cid es un buen caballero vasallo de su rey, honrado y con heredades en Vivar. El destierro con que se inicia el poema es la pérdida, y la primera restauración, el perdón real y las bodas de las hijas del Cid con grandes nobles. La segunda curva se iniciaría con la pérdida de la honra de sus hijas y terminaría con la reparación mediante el juicio y las bodas con reyes de España. Pero la curva segunda supera en amplitud y alcanza mayor altura que la primera.

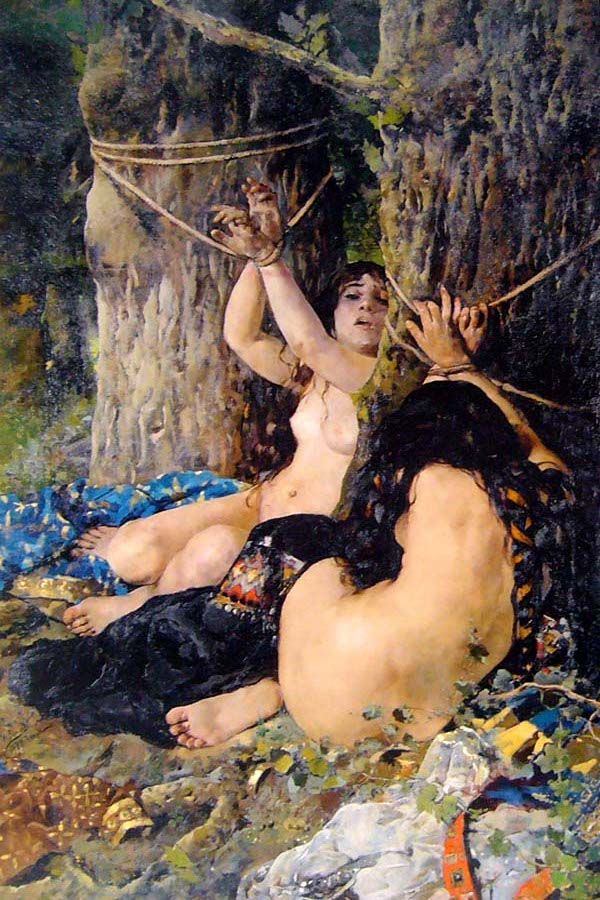
Las hijas del Cid de Ignacio Pinazo, 1879. Doña Elvira y doña Sol aparecen atadas en el robledo de Corpes tras ser vejadas por sus esposos, los infantes de Carrión.

### Estructura externa
Los editores del texto, desde la edición de Menéndez Pidal de 1913, lo han dividido en tres cantares. Podría reflejar las tres sesiones en que el autor considera conveniente que el juglar recite la gesta. Parece confirmarlo así el texto al separar una parte de otra con las palabras: «aquís conpieça la gesta de mio Çid el de Bivar» (v. 1085), y otra más adelante cuando dice: «Las coplas deste cantar aquís van acabando» (v. 2276).

### Argumento

#### Primer cantar. Cantar del destierro (vv. 1–1084)
Tras ser acusado falsamente de haberse quedado con las parias que fue a recaudar a Sevilla, el Cid es desterrado de Castilla por el rey Alfonso VI. Algunos amigos suyos deciden acompañarlo: Álvar Fáñez, Pedro Ansúrez, Martín Antolínez, Pedro Bermúdez etc. Antolínez aporta víveres y consigue un préstamo de los judíos Raquel y Vidas para poder financiar el viaje, empleando en su favor el rumor de que Rodrigo se ha quedado con las parias; así les deja en depósito y garantía dos cofres, en realidad llenos de arena, sin siquiera decirles qué hay en su interior. El rey ordena que nadie los albergue mientras pasan hacia la frontera, por ejemplo en Burgos; por nobleza el Cid se niega a aposentarse por la fuerza en una posada y acampa a las afueras. Para evitarles peligros, deja a su esposa e hijas bajo el amparo del abad Sancho del monasterio de San Pedro de Cardeña, e inicia una campaña militar acompañado de sus fieles en tierras no cristianas. Primero conquista Castejón y luego Alcocer y, por último, derrota en la batalla de Tévar al conde don Remont, quien, lleno de soberbia por haber sido capturado por esos «malcalçados», se niega a comer hasta que la amabilidad del Cid le hace deponer su actitud. Con cada victoria envía una parte del botín (el llamado «quinto real»  ) al rey, a pesar de que no está obligado por haber sido desterrado, pues pretende lograr el perdón real.

#### Segundo cantar. Cantar de las bodas de las hijas de Cid (vv. 1085–2277)
El Cid campeador se dirige a Valencia, en poder de los moros, y logra conquistar la ciudad. Envía a su amigo y mano derecha Álvar Fáñez a la corte de Castilla con nuevos regalos para el rey, pidiéndole que se le permita reunirse con su familia en Valencia. El rey accede a esta petición, y el Cid puede mostrar orgulloso la ciudad y su vega a su familia desde una alta torre; el rey incluso lo perdona y levanta el castigo que pesaba sobre el Campeador y sus hombres, y tanta fortuna del Cid hace que los infantes de Carrión pidan en matrimonio a doña Elvira y doña Sol (las hijas del Cid); el mismo rey pide al Campeador que acceda al matrimonio; para terminar de congraciarse con él, accede, aunque no confía en ellos. Las bodas se celebran solemnemente, la celebración dura 15 días.

#### Tercer cantar. Cantar de la afrenta de Corpes (vv. 2278–3730)
Los infantes de Carrión muestran su cobardía ante un león que escapó de su jaula, huyendo despavoridos. Algo similar ocurre en la lucha con el rey Búcar, que busca recuperar Valencia. Los capitanes de las mesnadas del Cid ocultan el deshonor de los Infantes al Cid y se burlan de ellos. Sintiéndose humillados, los infantes deciden vengarse. Para ello emprenden un viaje hacia Carrión de los Condes con sus esposas y, al llegar al robledo de Corpes, las azotan y las abandonan dejándolas desfallecidas, para que se las coman los lobos. El Cid ha sido deshonrado y pide justicia al Rey. Este convoca Cortes en Toledo y allí el juicio empieza con la devolución de la dote que el Cid dio a los infantes: sus espadas Tizona y Colada, y culmina con el «riepto» o duelo en el que los representantes de la causa del Cid (los mismos capitanes que habían ocultado la deshonra de los infantes), Pedro Bermúdez y Martín Antolínez, retan con elocuentes discursos y los vencen dejándolos medio muertos y deshonrados. Se anulan sus bodas y el poema termina con el proyecto de boda entre las hijas del Cid y los príncipes de Navarra y Aragón y, por tanto, con la honra del Cid en su punto más alto.

## Características y temas
El Cantar de mio Cid se diferencia de la épica francesa en la ausencia de elementos sobrenaturales (salvo, quizá, la aparición en sueños del arcángel San Gabriel al protagonista, el episodio del león que se humilla ante el Campeador, el brillo de las espadas Colada y Tizona, y la extraordinaria calidad de Babieca), la mesura con la que se conduce su héroe y la relativa verosimilitud de sus hazañas. El Cid que ofrece el Cantar constituye un modelo de prudencia y equilibrio. Así, cuando de un prototipo de héroe épico se esperaría una inmediata y sangrienta venganza, en esta obra el héroe se toma su tiempo para reflexionar al recibir la mala noticia del maltrato de sus hijas («cuando ge lo dizen a mio Cid el Campeador, / una grand ora pensó e comidió», vv. 2827-8) y busca su reparación en un solemne proceso judicial; rechaza, además, como buen estratega, actuar precipitadamente en las batallas cuando las circunstancias lo desaconsejan. Por otro lado, el Cid mantiene buenas y amistosas relaciones con muchos musulmanes, como su aliado y vasallo Abengalbón, que refleja el estatus de mudéjar (los «moros de paz» del Cantar) y la convivencia amistosa y tolerante con la comunidad hispanoárabe, de origen andalusí, habitual en los valles del Jalón y Jiloca por donde transcurre buena parte del texto.
Además, está muy presente la condición de ascenso social mediante las armas que se producía en las tierras fronterizas con los dominios musulmanes, lo cual supone un argumento decisivo en favor de que no pudo componerse en 1140, pues en esa época no se daba ese «espíritu de frontera» y el consiguiente ascenso social de los caballeros infanzones de las tierras de Extremadura.
El propio Cid, siendo solo un infanzón (esto es, un hidalgo de la categoría social menos elevada, comparada con condes y ricos hombres, rango al que pertenecen los infantes de Carrión) logra sobreponerse a su humilde condición social dentro de la nobleza, alcanzando por su esfuerzo prestigio y riquezas (honra) y finalmente un señorío hereditario (Valencia) y no en tenencia como vasallo real. Por tanto se puede decir que el verdadero tema es el ascenso de la honra del héroe, que al final es señor de vasallos y crea su propia Casa o linaje con solar en Valencia, comparable a los condes y ricos hombres.
Más aún, el enlace de sus hijas con príncipes del reino de Navarra y del reino de Aragón, indica que su dignidad es casi real, pues el señorío de Valencia surge como una novedad en el panorama del siglo XIII y podría equipararse a los reinos cristianos, aunque, eso sí, el Cid del poema nunca deja de reconocerse él mismo como vasallo del monarca castellano, si bien latía el título de Emperador, tanto para los dos Alfonsos implicados como para lo que fue su origen en los reyes leoneses, investidos de la dignidad imperial.
De cualquier modo, el linaje de un señor feudal como es el Cid emparenta con el de los reyes cristianos y, como dice el poema: «Oy los reyes d'España sos parientes son, / a todos alcança ondra por el que en buen ora nació.» («Hoy los reyes de España sus parientes son, / a todos les alcanza honra por el que en buena hora nació».), vv. 3724–3725, de modo que no solo su casa emparenta con reyes, sino que estos se ven más honrados y gozan de mayor prestigio por ser descendientes del Cid.
Respecto de otros cantares de gesta, en particular franceses, el Cantar presenta al héroe con rasgos humanos. Así, el Cid es descabalgado o falla algunos golpes, sin que por ello pierda su talla heroica. De hecho, se trata de una estrategia narrativa, que al hacer más dudosa la victoria, realza más sus éxitos.
La verosimilitud se hace patente en la importancia que el poema da a la supervivencia de una mesnada desterrada. Como señala Álvar Fáñez en el verso 673 «si con moros no lidiamos, nadie nos dará el pan». Los combatientes del Cid luchan para ganarse la subsistencia, por lo que el Cantar detalla por extenso las descripciones del botín y el reparto del mismo, que se hace conforme a las leyes de extremadura (es decir de zonas fronterizas entre cristianos y musulmanes) de fines del siglo XII.
Karl Vossler en su Spanischer Brief, publicada en la revista Eranos, en 1924, que dirigió a Hugo von Hofmannsthal señala que «en el Cantar encontramos un espíritu soldático no clerical y un ambiente rudo, optimista y de victoria. Pero, no hay en él encono, espíritu de venganza ni ansias de gloria y, por eso mismo, nada trágico, y sí la afirmación personal, valiente y sensata, de un hombre de honor. No hay en el Cantar huella alguna de parentesco espiritual con la Chançon de Roland. La influencia francesa y todo su exterior romántico pierde sustancialidad cuando se llega a comprender su verdadera esencia». Añade: «no puede imaginarse mayor libertad de composición artística dentro de una unidad más rigurosa de intención ética. Los acontecimientos, las escenas, los gestos, los discursos y los versos se suceden sin continuidad y de un modo casi cinematográfico, con fuerte entonación, pero con desigual número de sílabas. Un gran empuje y una sorprendente audacia de improvisación han hecho del poema una obra que nos produce una impresión de monumentalidad y anécdota, de algo primitivo o casual. Debió de reinar una gran unidad y armonía entre los espíritus de la época para dar una coherencia firme, natural y fácil a formas tan frágiles e ingenuas. El poeta se deleita en la figura del héroe, en sus hazañas y luchas y también en el aumento de su honra».

## Métrica
Cada verso está dividido en dos hemistiquios por una cesura. Esta forma, también típica de la épica francesa, refleja un recurso útil a la recitación o canto del poema. Sin embargo, mientras en los poemas franceses cada verso tiene una métrica regular de diez sílabas divididas en dos hemistiquios por una fuerte cesura, en el Cantar de mio Cid tanto el número de sílabas en cada verso como el de sílabas en cada hemistiquio varía considerablemente. A este rasgo se le denomina anisosilabismo.
Aun cuando, salvo excepciones que se suelen atribuir a anomalías en la transmisión textual, se encuentran versos de entre nueve y veinte sílabas y hemistiquios de entre tres y once, la mayoría de los versos oscila entre 14 y 16 sílabas.
Se han propuesto diversas interpretaciones de la métrica del poema. Una de las más comunes defiende que el elemento más importante de la prosodia de la épica medieval española son los apoyos acentuales y no el cómputo silábico, generalmente postulando dos ictus tónicos por cada hemistiquio. Tal es la opinión de autores como Leonard (1931), Morley (1933), Navarro Tomás (1956), Maldonado (1965), López Estrada (1982), Pellen (1994), Goncharenko (1988), Marcos Marín (1997) Duffell (2002) y Segovia (2005), que a juicio también de Montaner Frutos es la opción más razonable, si bien este autor apunta que la mayoría de estas propuestas son excesivamente rígidas, puesto que el modelo rítmico del Cantar no responde a un patrón fijo, sino variable en función del servicio a una cadencia, de modo que, dependiendo de la longitud de los versos, pueda aumentar o disminuir el número de acentos por hemistiquio, en función del número de intervalos átonos que aparezcan en cada verso. Orduna, en 1987, postula la presencia de inflexiones de intensidad secundarias, y en esta línea se sitúan otras teorías que combinan varios parámetros. En todo caso, la importancia de los acentos no supone que haya que prescindir completamente de la cantidad de sílabas en relación con el estudio de la métrica de este poema.
En principio, todos los versos riman en asonante, pero las asonancias no son tampoco totalmente regulares ni muy variadas (se usan once tipos de asonancia). Lo fundamental, en todo caso, es la asonancia de la última sílaba tónica y se debe tener en cuenta que a partir de esta última sílaba tónica no se considera a efectos de rima la vocal «e», fenómeno que está en relación con la «e» paragógica o añadida a las palabras terminadas en consonante de la poesía épica.
Los versos se agrupan en tiradas de extensión variable. En la edición de Menéndez Pidal la longitud varía entre 3 y 190 versos, cada una de las cuales tiene la misma rima y suele constituir una unidad de contenido, aunque el cambio de asonante no puede reducirse a reglas. El cambio de rima puede obedecer a una transición a otro lugar, al desarrollo más en detalle de algún episodio o a una variación en el estilo del discurso, la identificación del interlocutor en un diálogo, el cambio de la voz emisora (del narrador a un personaje, por ejemplo) o la introducción de digresiones.

## Fuentes

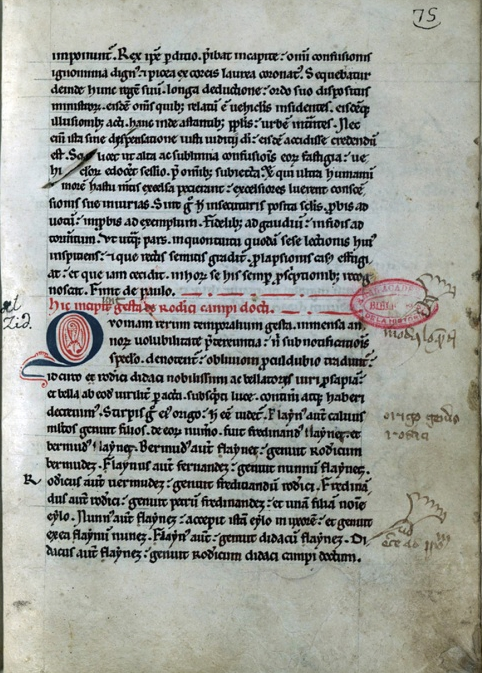
La Historia Roderici, una biografía en latín de hacia 1190, fue una de las fuentes de información que seguramente proporcionó datos históricos al autor del Cantar de mio Cid, especialmente para los episodios que transcurren desde la batalla de Tévar hasta la lucha con Yúcef, que refleja hechos que se produjeron realmente en la batalla de Cuarte.

## Estilo
Los rasgos más característicos del estilo del poema épico del Cid son su sobriedad retórica, su realismo y un uso consciente de una lengua arcaizante propia de los cantares de gesta y que constituyó de hecho una lengua artificial identificada con este subgénero narrativo hasta el siglo XIV, como muestra el tardío Cantar de las mocedades de Rodrigo. El hispanista alemán Karl Vossler señala en Algunos caracteres de la cultura española que el Cantar «tiene una fisonomía muy original, muy castellana y humana, alejada del modelo francés». Edmund de Chasca destaca como rasgos de su estilo «la precisión y el significado formal de cosas concretas empleadas como elementos de una construcción».
El realismo, y su asociada sobriedad en el empleo de la retórica, es importante: imprime ya un sello definitorio a toda la literatura española que vendrá después: La Celestina, la novela picaresca, el Quijote... Se refleja en la concordancia y descripción cuidadosa de todos los detalles; incluso se lleva en marcos de plata (la moneda del cantar) y en caballos la contabilidad de lo que gana el Cid como botín en cada una de sus victorias; se describen detalles tan prosaicos como qué se cocinó en las bodas de las hijas del Cid e incluso el color que da a la cara este acto fisiológico: «bermejo viene, ca era almorzado», así como todos los gestos que hacen los personajes.
La lengua arcaizante y convencional propia de los cantares de gesta ha provocado dificultades en cuanto a la datación del poema a partir solamente de sus rasgos lingüísticos. El lenguaje antiguo daba a este verso heroico un tinte venerable, de valor intrínseco por remitirse a una edad mítica, a un tiempo heroico. Constituiría un registro propio del estilo sublime o grave medieval. Pero además de los arcaísmos, en esta modalidad lingüística aparecen cultismos latinos (laudare, el ablativo absoluto las archas aduchas) e incluso arabismos (la partícula árabe vocativa ya).
En el plano fónico se aprecian aliteraciones, rimas internas y otros efectos eufónicos, muy relacionados con la naturaleza oral, recitada o semicantada que tenían estos poemas. Así, se ha propuesto como ejemplo de aliteración el verso 286 («Tañen las campanas en San Pero a clamor») con su recurrencia en las nasales, que evocan la peculiar acústica de las campanas. De rima interna, pueden destacarse los siguientes versos:

¡Merced, ya rey e señor, por amor de caridad!
La rencura mayor non se me puede olvidar
oídme toda la cort e pésevos de mio mal,
los ifantes de Carrión, que m' desondraron tan mal.
Cantar de mio Cid, ed. de Montaner Frutos, vv. 3253-3256.

Pasando al ámbito léxico, destaca el uso de expresiones de la variedad lingüística clerical y jurídica, como «curiador» ('avalista'), «rencura» ('querella'), «entención» ('alegato') o «manfestar» ('confesar'). Destaca, asimismo, el empleo de dobletes de sinónimos, como «a rey e a señor», «grandes averes priso e mucho sobejanos», «a priessa vos guarnid e metedos en las armas» o «pensó e comidió»; un caso especial es el doblete antitético pero en realidad sinónimo: «venido es a moros, exido es de cristianos», «si a vos pluguiere, Minaya, e non vos caya en pesar», «antes perderé el cuerpo e dexaré el alma» o «passada es la noche, venida es la mañana». Paralelo es el uso de las parejas léxicas que incluyen la referencia a un todo mediante la conjunción de dos términos que se complementan, como es el caso de «grandes e chicos» (que equivale a 'todo el mundo'), «el oro e la plata» ('riquezas de todo tipo'), «de noche de día» ('en todo momento') o «a caballeros e a peones» ('a toda la hueste'). En general se aprecia un recurso recurrente a las estructuras sintácticas bimembres, que en ocasiones suponen un oxímoron («e faziendo yo a él mal e él a mí grand pro»).
En cuanto a la sintaxis, es notable el empleo de las llamadas «frases físicas», que realzan la gestualidad. Así sucede en las expresiones pleonásticas «llorar de los ojos» o «hablar de la boca». Abundan también los paralelismos sintácticos y semánticos, y es frecuente encontrar anáforas y enumeraciones:

salveste a Jonás cuando cayó en la mar
salvest a Daniel con los leones en la mala cárcel,
salvest dentro en Roma al señor san Sabastián,
salvest a Santa Susaña del falso criminal.
vv. 339-343, ed. de Montaner Frutos.

Otro recurso notable es la gran cantidad de usos verbales perifrásticos, entre los que destacan los incoativos querer + infinitivo, tomarse a + infinitivo y compeçar de + infinitivo. El encabalgamiento es más raro (el cantar se caracteriza por su esticomitia), pero su uso es muy significativo en este tipo de género literario.
Entre las figuras retóricas, cabe mencionar el uso de la interrogación y la exclamación. Son, en cambio, muy escasas las figuras de pensamiento. Solo cabe mencionar algunas metáforas sencillas, con valor simbólico y una base asentada en la tradición y la lengua oral. El símil seguramente más famoso es el que se usa para comparar la separación del Cid y su familia «commo la uña de la carne» (vv. 365 y 2642). Más extendida está la metonimia, sobre todo en su variedad de sinécdoque (expresar la parte para aludir al todo). En el verso 16 se dice que en la compañía del Cid se contaban «sessaenta pendones» (esto es, sesenta caballeros armados con lanza, que remataba en un estandarte o pendón). Caso notable es la expresión «fardida lança» donde la lanza es sinécdoque de caballero y el epíteto «fardida» (=ardida, 'fogosa', 'valiente') es en realidad una metáfora que personifica la virtud del que la enristra. De alcances líricos son los «ojos vellidos catan a todas partes», donde los ojos son metonimia sinecdótica de las mujeres del Cid, que acaban de subir al punto más alto de Valencia para contemplar la riqueza del paisaje que el héroe acaba de conquistar.

### Frases formulares
La tradición épica posee un recurso expresivo característico consistente en utilizar determinadas expresiones convertidas en frases hechas que eran utilizadas por los juglares como recurso que ayuda a la recitación o la improvisación y que se convierten en un estilema propio de la lengua de los cantares de gesta. El sistema formular del Cantar de mio Cid está fuertemente influido por el de la chanson de geste del norte de Francia y occitania del siglo XII, aunque con fórmulas renovadas y adaptadas a su ámbito espacio-temporal hispánico de hacia 1200.
El recurso consiste en la repetición estereotipada de frases hechas y, a menudo, deslexicalizadas, que ocupan habitualmente un hemistiquio y, en su caso, aportan la palabra de la rima, por lo que, en origen, tendrían la función de solventar las lagunas de recitado improvisado del juglar. Con el tiempo se convirtió en un rasgo de estilo de la variedad lingüística particular (Kunstsprache) propia del género épico. Algunas de las más frecuentes en el Cantar son:
- aguijó mio Cid 'espoleó [a su caballo] mio Cid', en ocasiones usado con otro personaje, como «el conde», v. 1077
- metió mano al espada/al espada metió mano 'empuñó la espada'
- por el cobdo/la loriga ayuso la sangre destellando
- mio vassallo de pro

### El epíteto épico
Se trata de locuciones o perífrasis fijas usadas para adjetivar positivamente a un personaje protagonista que se define e individualiza con esta designación. Puede estar constituido por un adjetivo, oración adjetiva o una aposición al antropónimo con función especificativa y no únicamente explicativa. Es el Cid quien mayor número de epítetos épicos, que en última instancia forman parte del sistema de fórmulas y frases hechas. Los más utilizados para referirse al héroe son:
- El Campeador
- El de la barba vellida (barba poblada, vellosa)
- El que en buen hora nasció
- El que en buen hora cinxo espada (ciñó su espada, es decir, fue armado caballero)

Pero también los afectos y allegados del Cid reciben epítetos. Así, el rey es «el buen rey don Alfonso», «rey ondrado» ('honrado'), «mi señor natural», «el castellano», «el de León». Jimena, su esposa, es «mugier ondrada»; Martín Antolínez es el «burgalés de pro/complido/contado/leal/natural»; Álvar Fáñez (además de que el «Minaya» que lo suele anteceder como apelativo pudiera ser un epíteto), es «diestro braço». Incluso la legendaria montura del Cid, Babieca, es «el caballo que bien anda» y «el corredor»; o Valencia, que es «la clara» y «la mayor».

### La voz enunciadora
El discurso o relato está emitido desde la voz de un narrador omnisciente que usa de forma muy libre los tiempos verbales con función estilística. Habitualmente proporciona más información de la que tienen los personajes, creando un desfase entre las expectativas del público y la de los protagonistas que conduce a lo que se ha venido en llamar ironía dramática; ello puede crear comicidad o hacer surgir tensión conflictiva. Como ejemplo, se puede referir el momento en que los infantes de Carrión se llevan a las hijas del Cid. El auditorio sabe que tienen planeado maltratarlas pero no el héroe, que las deja marchar de su protección. Por otra parte, un caso de comicidad es el episodio del empréstito de las arcas a los judíos Rachel y Vidas; el público sabe, con el Cid, que están llenas en su mayor parte de arena, pero los avaros prestamistas las imaginan repleta de riquezas.
El narrador se posiciona siempre en favor del Cid (toma partido en su alborozo por la llegada, gracias al Campeador, del obispado a Valencia: «¡Dios, qué alegre era todo cristianismo, / que en tierras de Valencia señor avié obispo!», vv. 1305–1306), y contra sus antagonistas, como el Conde de Barcelona, a quien tilda de petulante. Para buscar la complicidad con el auditorio, el narrador abandona en ocasiones la tercera persona para dirigirse a los oyentes con fórmulas apelativas en segunda persona o refiriéndose a él mismo en primera persona. Por ejemplo cuando se celebran las bodas de las hijas del Cid en Valencia, exclama ante su público: «sabor abriedes de ser e de comer en el palacio», v. 2208 ('Os encantaría estar y comer en el palacio').

## El manuscrito
Existe un ejemplar único acéfalo (manuscrito al que le falta el comienzo, en codicología) que actualmente se encuentra en la Biblioteca Nacional en Madrid y se puede consultar en la Biblioteca Digital Hispánica y en la Biblioteca Virtual Miguel de Cervantes. Además del folio inicial, le faltan otros dos, de unos cincuenta versos cada uno, después de los versos 2337 y 3507. Las tres lagunas pueden reconstruirse por medio de las prosificaciones de las crónicas. La primera laguna se transcribe en dos: la Estoria de España y la Crónica de Castilla. En la Estoria de España mandada escribir por Alfonso X el Sabio se dice así:

Et él después que ovo leídas las cartas, como quier que ende oviese gran pesar, non quiso ý ál fazer, ca non avié plazo más de nueve días en que saliese. Enbió por sus parientes e por sus vasallos, e díxoles cómo el rey le mandava salir de su tierra e que non le dava de plazo más de nueve días, e que querié saber d’ellos cuáles querién ir con él o cuáles fincar. Minaya Álvar Fáñez le dixo: “Cid, todos iremos convusco e servos hemos leales vasallos”. Todos los otros dixieron otrosí que irién con él donde quier que él fuese, e que se non quitarién d’él nin le desamparién por ninguna guisa. El Cid gradeciógelo estonces mucho, e díxoles que si Dios le bien feziese, que gelo galardonarié muy bien. Otro día salió el Cid de Bivar con toda su compaña…

En la Crónica de Castilla se dice más o menos lo mismo, pero conservando algunas rimas asonantes por una mala prosificación:

Enbió el Cid por todos sus amigos e sus parientes e sus vasallos, e mostroles en cómo le mandava el rey sallir de la tierra fasta nueve días. E díxoles: “Amigos, quiero saber de vós cuáles queredes ir comigo. E los que comigo fuerdes, de Dios ayades buen grado, e los que acá fincáredes, quiérome ir vuestro pagado”. Estonce fabló Álvar Fáñez, su primo cormano: “Conbusco iremos todos, Cid, por yermos e por poblados, e nunca vos falleceremos en cuanto seamos bivos e sanos, conbusco despenderemos las mulas e los cavallos, e los averes e los paños; siempre vos serviremos como leales amigos e vasallos”. Estonce otorgaron todos lo que dixo Álvar Fáñez e mucho les gradeció mio Cid cuanto allí fue razonado. […] E desque el Cid tomó el aver, movió con sus amigos de Bivar.

Para la segunda y tercera lagunas solo se puede recurrir a la Estoria de España; la segunda dice así:

El Cid cuando lo oyó, sonriose un poco e dixo a los infantes: “esforzad infantes de Carrión e non temades nada. Estad en Valencia a vuestro sabor”. Ellos en esto estando, embió el rey Búcar decir al Cid que le dexase a Valencia e se fuese en paz, e si no, que le pecharié cuanto ý avié. El Cid dixo a aquese que traxo el mensaje: “Dezid a Búcar aquel fi de enemiga que ante d’estos tres días le daré yo lo qu’él demanda”. Otro día mandó el Cid armar todos los suyos e salió a los moros. Los infantes de Carrión pidiéronle entonces la delantera. E después que el Cid ovo paradas sus azes, don Ferrando, el uno de los infantes, adelantóse por ir ferir a un moro a que dezién Aladraf. El moro cuando lo vío, fue contra él otrosí, e el infante con el grant miedo que ovo d’él volvió la rienda e fuxo, que solamente non le osó esperar. Pero Bermúdez, que iva cerca d’él, cuando aquello vío, fue ferir en el moro e lidió con él e lo matólo. Desí tomó el cavallo del moro e fue empós del infante que iva fuyendo e díxole: “don Ferrando, tomad este cavallo e dezir a todos que vós matastes el moro cuyo era, e yo otorgarlo he convusco”. El infante le dixo: “don Pero Bermúdez, mucho vos gradesco lo que vós dezides

La tercera laguna se suple con el texto siguiente:

Señor, ruégovos que estos cavalleros que yo aquí vos dexo que me los embiedes onradamente para Valencia. E pues que vós tenedes por bien que esta lid sea en Carrión, quiérome yo ir para Valencia”. Estonce mandó dar el Cid a los mandaderos de los infantes de Navarra e de Aragón bestias e todo lo ál que menester ovieron, e embiólos. El rey don Alfonso cavalgó estonces con todos los altos omnes de su corte para salir con el Cid que se iva fuera de la villa. E cuando llegaron a Çocodover, el Cid yendo en su cavallo que dezién Babieca, díxole el rey: “don Rodrigo, fe que devedes que arremetades a ese cavallo de que tanto bien oí dezir”. El Cid tornóse a sonreír e dixo: “señor, aquí en vuestra corte ha muchos altos omnes e guisados para fazer esto, e a esos mandat que trobejen con sus cavallos”. El rey le dixo: “Cid, págome yo de lo que vós dezides, mas quiero toda vía que corrades ese cavallo por mio amor”. El Cid arremetió estonces el cavallo, tan de rezio lo corrió que todos se maravillaron del correr que fizo. Entonces veno el Cid al rrey e díxole que tomase aquel cavallo

En el siglo XVI se guardaba el manuscrito en el Archivo del Concejo de Vivar. Después se sabe que estuvo en un convento de monjas del mismo pueblo. Ruiz de Ulibarri realizó una copia manuscrita en 1596. Eugenio de Llaguno y Amírola, secretario del Consejo de Estado de Carlos III, lo sacó de allí en 1779 para que lo publicase Tomás Antonio Sánchez. Cuando se terminó la edición, el señor Llaguno lo retuvo en su poder. Más tarde pasó a sus herederos. Pasó después al arabista Pascual de Gayangos y durante ese tiempo, hacia 1858, lo vio y consultó Damas-Hinard para realizar una edición. A continuación fue enviado a Boston para que lo viera el hispanista Ticknor, amigo de Gayangos. En 1863 ya lo poseía el primer marqués de Pidal (por compra) y estando en su poder lo estudió Florencio Janer. Con posterioridad lo heredó su hijo Alejandro Pidal, quien hizo construir un mueble en forma de castillo medieval para custodiar el cofre donde se guardaba el manuscrito. En su casa lo estudiaron Karl Vollmöller, Gottfried Baist, Huntington y Ramón Menéndez Pidal, este último pariente del propietario. Tasado en 1913 en 250.000 pesetas, la familia Pidal decidió trasladar el manuscrito a una caja en el Banco de España. Allí permaneció hasta la Guerra Civil, cuando fue enviado a Ginebra junto a otras obras de arte.
Con el final de la guerra, el manuscrito regresó a España. La familia Pidal recibió desde finales del siglo XIX numerosas peticiones de compra del extranjero, entre ellas del Museo Británico de Londres. Un caso famoso fue el intento del hispanista Archer Milton Huntington, fundador de la Hispanic Society de Nueva York, quien entregó un cheque en blanco a Alejandro Pidal para que escribiese la cifra que quisiera a cambio de obtener el manuscrito con el fin de depositarlo en la Biblioteca de Washington. Sin embargo, los Pidal se negaron durante décadas a vender el manuscrito. Finalmente fue adquirido por la Fundación Juan March a la familia Pidal el 20 de diciembre de 1960 por diez millones de pesetas de la época y el día 30 de ese mismo mes lo donó al Ministerio de Cultura, que lo adscribió a la Biblioteca Nacional.
Se trata de un tomo de 74 hojas de pergamino grueso, al que como ya se ha dicho le faltan tres: una al inicio y dos entre las hojas 47 y 48 la primera, y 69 y 70 la tercera. Otras 2 hojas le sirven de guardas. El manuscrito es un texto seguido sin separación en cantares, ni espacio entre los versos y las tiradas, los cuales se inician siempre con letra mayúscula según la costumbre. En muchas de sus hojas hay manchas de color pardo oscuro, debidas a los reactivos utilizados ya desde el siglo XVI para leer lo que, en principio, había empalidecido y, después, se hallaba oculto a causa del ennegrecimiento producido por los productos químicos previamente empleados. De todos modos, el número de pasajes absolutamente ilegibles no es demasiado alto y en tales casos, además de la edición paleográfica de Menéndez Pidal, existe como instrumento de control la copia de Ulibarri del siglo XVI y otras ediciones anteriores a la de Pidal.
La encuadernación del tomo es del siglo XV. Está hecha en tabla forrada de badana y con orlas estampadas. Quedan restos de dos manecillas de cierre. Las hojas están repartidas en 11 cuadernos; al primero le falta la primera hoja; al séptimo le falta otra, lo mismo que al décimo. El último encuadernador hizo algunas averías importantes en el tomo.
La letra del manuscrito es clara y cada verso empieza con mayúscula. De vez en cuando hay letra capital. Los últimos estudios aseguran que, tras analizar todos los aspectos pertinentes, el códice pertenece a la primera mitad del siglo XIV, más concretamente entre 1320 y 1330, y con preferencia en el último lustro de esta década, y fuera elaborado o encargado posiblemente por el monasterio de San Pedro de Cardeña a partir de un ejemplar preexistente del Cantar tomado en préstamo.

### Datación del manuscrito

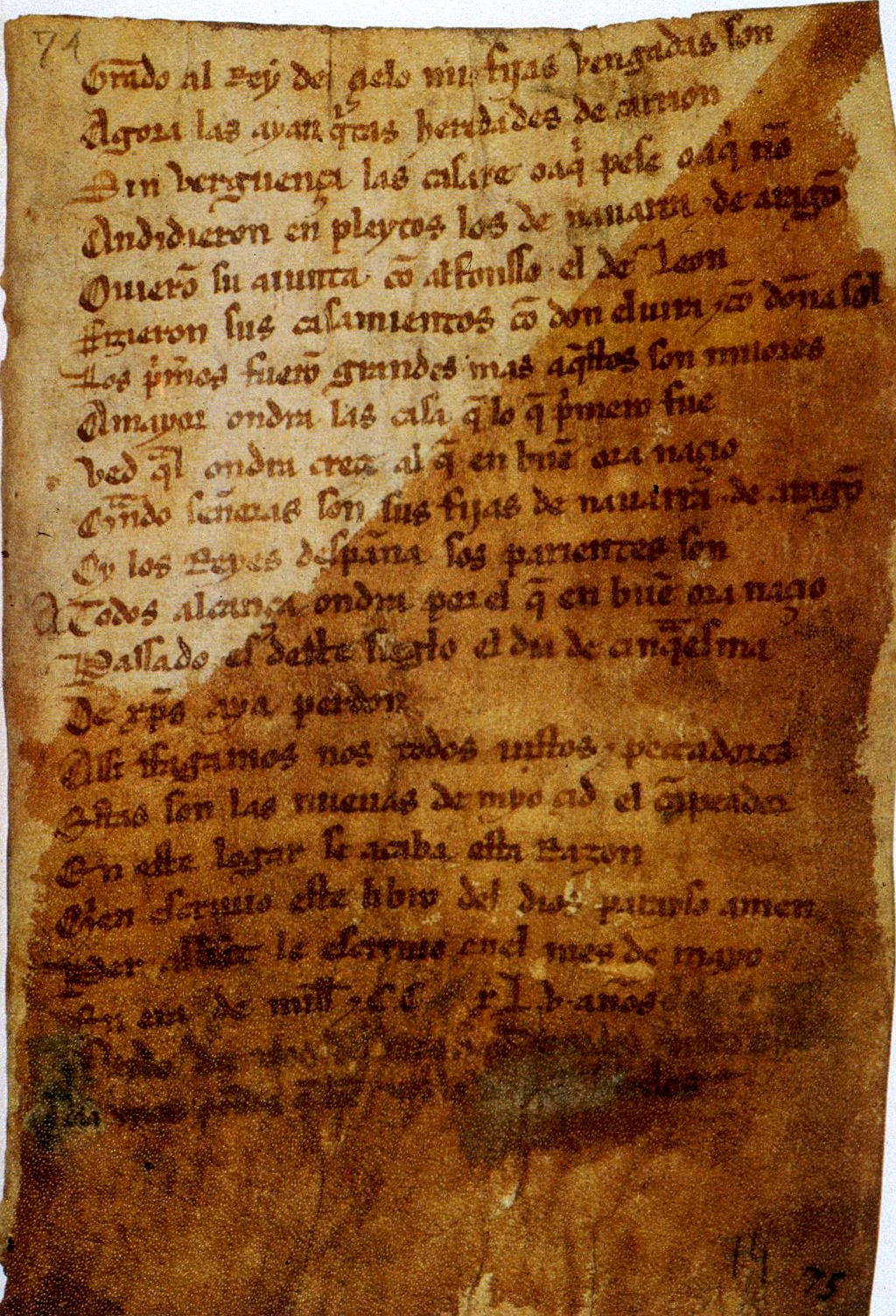
Folio 74 recto del Cantar de mio Cid, donde se puede leer el éxplicit «Quien escrivió este libro de Dios paraíso, amen / Per Abbat le escrivió en el mes de mayo en era de mil e. CC XLV años», vv. 3731-3732.

El cantar solamente se conserva en una copia realizada en el siglo XIV (como se deduce por el estilo de la letra del manuscrito) a partir de otra que data de 1207 y que fue llevada a cabo por un copista llamado Per Abbat, que transcribe a su vez un texto original compuesto probablemente pocos años antes de esta fecha.
La fecha de la copia efectuada por Per Abbat en 1207 se deduce de la que refleja el éxplicit del manuscrito: «MCC XLV» (de la era hispánica, esto es, para la datación actual, hay que restarle 38 años). 

Quien escrivió este libro de Dios paraíso, amen
Per Abbat le escrivió en el mes de mayo en era de mil e. CC XLV años.

Este colofón refleja los usos de los amanuenses medievales, que cuando finalizaban su labor de transcribir el texto (que era lo que significaba «escribir»), añadían su nombre y la fecha en que terminaban su trabajo.

## El autor y la fecha de composición
En virtud del análisis de numerosos aspectos del texto conservado, los críticos literarios lo atribuyen a un autor culto, con conocimientos precisos del derecho vigente a finales del siglo XII y principios del XIII, y que podría estar relacionado (por su conocimiento de la microtoponimia) con la zona aledaña a Burgos, Medinaceli (actual Soria), la zona fronteriza de Castilla con Aragón, la Alcarria o el valle del Jiloca. Los filólogos, sin embargo, como Diego Catalán, basado en la interpretación de la estructura social, o Francisco Marcos Marín, a partir de datos lingüísticos que apoyan la existencia de una versión previa, lingüísticamente más arcaica, con vestigios de la -d < -t de la tercera persona, por ejemplo, defienden la necesidad de una versión anterior, no conservada, escrita a mediados del siglo XII.
- La lengua utilizada es la de un autor culto, un letrado que debió trabajar para alguna cancillería o al menos como notario de algún noble o monasterio, puesto que conoce el lenguaje jurídico y administrativo con precisión técnica, y que domina varios registros, entre ellos, claro está, el estilo propio de los cantares de gesta medievales, que necesitaban ciertos estilemas exclusivos, como el epíteto épico o el lenguaje formular.
- La geografía aporta otro dato: el hecho de que Medinaceli aparezca como plaza definitivamente castellana, y no como ciudad fronteriza en litigio entre varios reinos fronterizos, solo puede remitir a la segunda mitad del siglo XII. Por ejemplo, en 1140 era aragonesa.
- La sociedad reflejada en el Cantar testimonia la vigencia del «espíritu de frontera», que solo se dio en la extremadura aragonesa y castellana a fines del siglo XII, pues las necesidades guerreras en las fronteras permitió a los infanzones las condiciones de rápido ascenso social y relativa independencia que tenían los hidalgos de frontera que vemos en el Cantar y que se dieron históricamente a partir de la conquista de Teruel. Así también es histórico el estatus de «moros en paz» del Cid, es decir, los primeros mudéjares, necesarios en territorios con poca población cristiana, como la extremadura soriana y turolense.
- El derecho muestra que la descripción técnica detallada de las cortes o vistas remiten al «riepto» o juicio con combate singular, institución influida por el derecho romano, y solo introducida en España a fines del siglo XII. Asimismo, la presencia de la legislación de la extremadura aragonesa y castellana (los fueros de Teruel y Cuenca datan de fines del XII y principios del XIII respectivamente) nos llevan como muy pronto a 1170.
- La sigilografía nos dice que el sello real (la «carta... fuertemientre sellada» de los vv. 42–43) solo está documentado bajo el reinado de Alfonso VIII de Castilla a partir de 1175.
- Desde el punto de vista de la heráldica, que llega a la península ibérica hacia 1150, aparece en el Cantar el uso simbólico (sobreseñal) con el ornato en la sobreveste de los caballeros, una túnica que se ponía la vestimenta. Esta utilización emblemática tiene su testimonio más temprano en un sello de Alfonso II de Aragón de 1186.[28]
- Desde la sociología y la lexicografía diacrónica, el testimonio más antiguo del término «fijodalgo» (hidalgo) remite a 1177, y el de «ricohombre» a 1194.[28]
- En la Edad Media «escribir» significaba solo «ser el copista», para lo que hoy conocemos como autor habría de decir «compuso» o «fizo». Esto invalida la teoría de Colin Smith de que el autor fue Per Abbat, aunque, como es lógico, supone que la fecha de composición no pudo ser posterior a 1207, sin embargo es muy poco posterior a la redacción original.

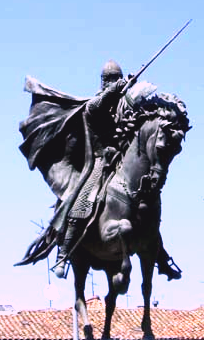
Estatua del Cid, en Burgos.

Pidal daba como fecha del éxplicit 1307, aduciendo que habría una tercera 'C' borrada en el manuscrito, siguiendo la conjetura del primer editor del Cantar Tomás Antonio Sánchez (1779). Pero según queda demostrado en investigaciones recientes, en especial el CD anexo a la edición de Alberto Montaner, nadie ha podido observar el más mínimo rastro de tinta de una «C» borrada. Montaner utiliza todos los medios técnicos a su alcance, incluida la visión infrarroja. Lo más probable es que el copista dudara y dejara un espacio algo mayor por si acaso (como hace en otros lugares del poema) o que intentara evitar unas imperfecciones del pergamino. También pudo ser que hiciera dos incisiones pequeñísimas con el cuchillito de raspar (cultellum) que servía para las correcciones, pues estas sí se han observado al microscopio, y son incisiones rectas (no una raspadura de borrado como defendía Menéndez Pidal, que dejaría la textura rugosa) que pudieron inducir al copista a evitar ese espacio para que no se corriera sobre la hendidura la tinta. El mismo Pidal llegará a admitir que no habría esa tercera «C» borrada, porque, en todo caso, el defecto de textura del manuscrito o «la arruga» según él sería anterior a la escritura. Para él, Per Abbat sería un copista de un texto del 1140, pero el argumento de la difusión popular de la genealogía cidiana actúa también en su contra, pues el Cid no emparentó con todas las dinastías españolas hasta el año 1201; también se apoyaba en que un poema latino menciona al Cid, el Poema de Almería, pero este es de datación insegura (pudiera ser de finales del XII) y, sobre todo, no alude al Cantar, sino al propio Cid, que ya era conocido por sus hazañas. En cuanto a los arcaísmos, queda claro, como dice Rusell y otros autores, que lo que pasa es que hay una Kunstsprache en la poesía heroica, como demuestra el hecho de que en las Mocedades de Rodrigo, del siglo XIV, se usen los mismos arcaísmos, con similares epítetos épicos y lenguaje formular. En cuanto al autor, Pidal primero habla de un poeta de Medinaceli con conocimiento de San Esteban de Gormaz; luego habla de dos poetas: primera versión corta y verista por un poeta de San Esteban, luego refundición de uno de Medinaceli. Pero Ubieto demostró que la geografía local del área de San Esteban de Gormaz era desconocida para el autor, debido a grandes imprecisiones y lagunas, por ejemplo, el no situar correctamente las márgenes del Duero, y, sin embargo, hay un conocimiento exhaustivo de los topónimos del valle del Jalón (Cella, Montalbán, Huesa del Común), la zona de la provincia de Teruel. Además localiza varias palabras exclusivas del aragonés, que no podía conocer un autor castellano. Por otro lado, el Cantar refleja la situación de los mudéjares (con personajes como Abengalbón, Fariz, Galve, incluso de gran lealtad al Cid), que fueron necesarios para repoblar la extremadura aragonesa, y por tanto, estaban muy presentes en la sociedad del sur de Aragón, cosa que no ocurría en Burgos. Por tanto, según Ubieto, el autor provendría de alguno de esos lugares. Hay que recordar que Medinaceli fue en ese tiempo un lugar en disputa que estuvo en ocasiones en manos aragonesas. Rafael Lapesa también defendió una datación antigua en Estudios de historia lingüística española, donde intentaba mostrar que la composición del cantar dataría de entre 1140 y 1147, pero sus argumentos a este respecto son muy endebles.
Colin Smith, como se dijo, consideró a Per Abbat el autor de la obra. También piensa que el texto de la Biblioteca Nacional sería copia del de Per Abbat. Para este autor 1207 sería la fecha real de composición, y relacionó Per Abbat con un notario de la época del mismo nombre, al que supuso un gran conocedor de la poesía épica francesa, y que sería quien compuso el Cantar inaugurando la épica española, sirviéndose de sus lecturas y de las chansons de geste, y mostrando su formación jurídica. Según Smith, tanto el sistema formulario del Cantar como su métrica son préstamos de la épica francesa. Sin embargo, aunque no cabe duda de que los ciclos épicos franceses influyen en la literatura española —como demuestra el que aparezcan en esta personajes como Roldán, Oliveros, Durandarte o Berta la de los grandes pies— las enormes diferencias en cuanto a elementos maravillosos, exageración de las hazañas del héroe y menor realismo, hacen que el Cantar pudiera ser redactado por cualquier escritor culto de la época, sin necesidad de tener un modelo francés cercano. De todas maneras, su profunda erudición puso en la pista de la datación actual de fines del XII o principios del XIII a los más acreditados investigadores sobre temas de fecha y autoría. Además, el propio Colin Smith modificó su tesis inicial en sus escritos posteriores reconociendo que Per Abbat pudo ser solo el copista y que el Cantar no fue el punto de partida de la épica medieval española; la fecha de composición la situaría también en los años anteriores a 1207; mantendría, no obstante, la autoría culta y letrada para el poema. Todas estas cuestiones han sido debatidas por extenso por Alan Deyermond, Antonio Ubieto Arteta, María Eugenia Lacarra, Colin Smith, Jules Horrent y Alberto Montaner Frutos, quien se ocupó de sintetizar todas las propuestas en su edición del Cantar.
Así pues, toda una serie de circunstancias históricas y sociales llevan a los investigadores actualmente a la conclusión de que hay un único autor, que compuso el Cantar de mio Cid entre fines del siglo XII y principios del siglo XIII, (de 1195 a 1207) que podría conocer la zona aledaña a Burgos, la Alcarria y la del valle del Jalón, culto, y con profundos conocimientos jurídicos, posiblemente notario o letrado.

## Los personajes

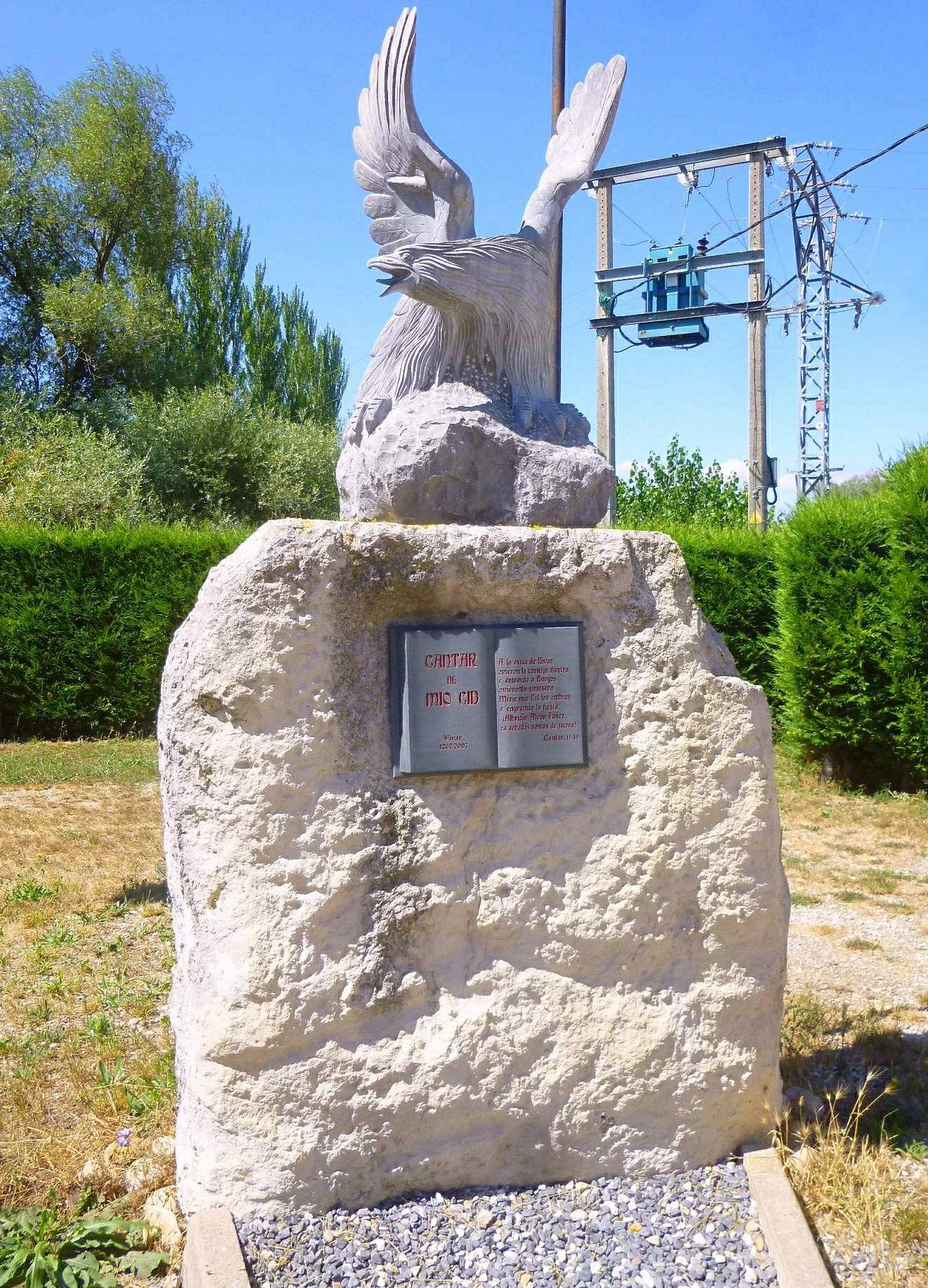
Monumento al Cantar en Vivar del Cid

Los personajes principales de la obra son todos reales, como Rodrigo Díaz de Vivar, Alfonso VI, Diego y Fernando González (infantes de Carrión), García Ordóñez, Yúsuf ibn Tašufín o Minaya Álvar Fáñez (conquistador de Toledo e históricamente un héroe casi tan grande como el mismo Cid), así como muchos secundarios (Jimena Díaz, prima de Alfonso VI), el conde don Remont (Berenguer Ramón II), el "moro de paz" Abengalbón, el obispo don Jerome (Jerónimo de Perigord), Muño Gustioz, Diego Téllez, Martín Muñoz, Álvar Salvadórez, Galín García, Asur González, Gonzalo Ansúrez, Álvar Díaz...; de otros no se sabe si son reales o ficticios (Pedro Bermúdez, Martín Antolínez, Félez Muñoz, Raquel -que sería en realidad Raguel o Roguel- e Vidas...), otros son ficticios (los moros Tamín, Fáriz, Galve) y unos pocos aparecen con el nombre equivocado (las hijas del Cid, Elvira y Sol, son en realidad Cristina y María; Sancho, abad de Cardeña, se llamaba en realidad Sisebuto; Búcar, rey de Marruecos, es en realidad el general almorávide Sir ben Abu-Béker).
El héroe, Rodrigo Díaz, el Cid, está más caracterizado por sus actitudes y personalidad que por su físico, del cual solo se destaca su gran barba ("¡Oh Dios, cómo es bien barbado!" v. 789; "el de la crecida barba", v. 1226; "el Cid de la barba grande", v. 2410, etc.) que se ata con un cordón y promete no cortarse hasta que vuelva a la Corte en señal de duelo, y su fortaleza. Es además un diestro guerrero, piadoso, buen padre, fiel al rey hasta la humillación: a su paso ("las yervas del campo a dientes las tomó", v. 2022), amigo incluso de paganos musulmanes, pues uno de sus mejores ("myo amigo natural", v. 1479; "amigo sin falla", v. 1528) es un mudéjar o sarraceno rico, Abengalbón, quien descubre el complot de los Infantes para matarlo y robarlo por medio de un "moro ladinado" o disfrazado de cristiano que escucha su conjura; sin embargo, los perdona en deferencia al Cid, mostrándoles así en qué radica la verdadera nobleza (episodio que inaugura una larga tradición de maurofilia en la literatura castellana).
Pero lo que realmente define al Cid, como determinó Ramón Menéndez Pidal, es la mesura, un rasgo propio del modo de ser castellano que apenas puede traducirse por "serenidad", "equilibrio" o "contención": el Cid nunca pierde la fe en sí mismo aun en las circunstancias más duras y se prevalece de un fundamental optimismo, rechazando incluso malos agüeros en una época en que la superstición era lo normal y mucho más común que hoy. Su venganza es más jurídica que violenta: exige Cortes al Rey, quien las convoca en Burgos, y reclama la devolución de la dote que les dio a los infantes a cambio del casamiento de sus hijas; asimismo, para no mancharse con la vileza de los Infantes, y pues que los verdaderos responsables de su deshonra son los capitanes de sus mesnadas, quienes le han ocultado la cobardía de los mismos, deja en sus manos la resolución del conflicto de honor mediante el riepto o duelo para lavar su propia honra en señal de respeto a la del Cid. El Cid no es un personaje invulnerable a los sentimientos, ni tampoco un engreído, como Roldán: se emociona y reza cuando es oportuno y, al soltarse un león, no lo mata para exhibir su fuerza como haría cualquier bárbaro caballero, sino que respeta la nobleza del león y lo devuelve a su lugar, la jaula, porque esto es lo correcto y lo que también él debe hacer: estar en su sitio, demostrando su mesura de gran caballero. El episodio, uno de los ficticios creados en el cantar (junto con otros como el del robledo de Corpes o las arcas de los judíos, este último proveniente de un apólogo incluido ya en la Disciplina clericalis de Pedro Alfonso), es parodiado en el Don Quijote de la Mancha, II, 17 de Miguel de Cervantes cuando el personaje principal hace abrir la jaula de un león y este le da la espalda sin hacerle caso. Por demás, el Cid es también un hombre honrado que posee mala conciencia: se siente incómodo cuando Antolínez engaña a los judíos Raquel e Vidas y se intenta calmar pensando que se ha visto forzado a ello; cuando en el futuro Álvar Fáñez se los vuelva a encontrar, la respuesta no será precisamente la devolución de los fondos: Álvar Fáñez les da largas, simplemente, algo que el Cid, el héroe propiamente dicho, sería incapaz de hacer.
Pese a todo, la caracterización de Álvar Fáñez es la de un digno lugarteniente que participa de todas las virtudes del Cid, pero hay una que sobresale en él: es un gran diplomático, por lo cual el Cid lo escoge siempre para enviar sus embajadas ante el rey Alfonso VI con los regalos que son parte proporcional del botín. Martín Antolínez, "el burgalés complido", esto es, "perfecto", destaca como un personaje leal y generoso (provee de víveres a Rodrigo, empobrecido por el rey), pero también es el astuto que idea la trapacería de los cofres con que estafa a los judíos Raquel e Vidas. Es igualmente un gran guerrero que se enfrenta a los Infantes en los duelos finales.
Pero Bermúdez, sobrino del mismo Cid y primo de sus hijas, es tartamudo y se le caracteriza como un hombre fogoso, impaciente y lleno de entusiasmo y empuje, hasta el punto de que, sorteado entre los capitanes el honor de cruzar el acero en primer lugar en la batalla, olvida que a él no le ha tocado esta distinción y es el primero en hacerlo. Los demás capitanes de las mesnadas del Cid bromean por su tartamudez llamándole "Pero Mudo", pero pierde, con un gran golpe de efecto, este freno lingual cuando debe retar a uno de los Infantes en un potente discurso en el tercer cantar, empezando su alocución con el primer refrán que se ha transmitido en la literatura española: "lengua sin manos, cuemo osas fablar".
La atención hasta los más pequeños detalles en la caracterización se percibe incluso en el cuidado que se da a personajes menores o episódicos como Félez Muñoz, el paje pariente lejano del Cid que no duda en estropear el pobre sombrero que se ha regalado con la miserable parte que le ha correspondido por el botín valenciano llenándolo de agua para socorrer a sus primas, vejadas y abandonadas en el Robledal de Corpes para que se las coman los lobos por los infames Infantes de Carrión. Este acto lo define como "noble"... aunque también subraya esta actitud la generosa sangre del Cid que corre por sus venas. Doña Jimena es bosquejada como una madre piadosa... y como una mujer orgullosa, que ha tenido que soportar una gran vergüenza en su obligada reclusión en el monasterio de San Pedro de Cardeña: "Sacado me habéis, oh Cid, de muchas vergüenzas malas: / aquí me tenéis, señor: vuestras hijas me acompañan, / para Dios y para vos son buenas y bien criadas".
Por otra parte, los Infantes de Carrión están descritos con un realismo y una penetración tales en los motivos de la vileza que se llega al escalofrío. No se para en barras el texto al referir que, cuando están azotando a sus esposas, competían por ver quién daba los mejores golpes, detalle de sadismo que refleja verdaderamente a un poeta creador que ha penetrado hondamente dentro de la misma psicopatía de la maldad, despojándola de toda posible justificación. Los "malos" del poema, a diferencia de los de la epopeya francesa, el Ganelón de la Chanson de Roland, por ejemplo, carecen absolutamente de nobleza y de grandeza, y aun incluso de humanidad. Pero otro de los personajes negativos, el catalán Conde don Remont, se muestra muy diferente: aparece como un fatuo y engreído cortesano que se avergüenza de haber sido vencido por esos "malcalçados" de los castellanos, negándose a comer hasta que, apiadado más por los pitorreos que ejercen sobre él sus mesnaderos que por el hambre que pueda sufrir el personaje, el Cid logra con su condescendencia que transija en alimentarse.

## Ediciones
- Tomás Antonio Sánchez, "Poema del Cid", en Colección de poesías castellanas anteriores al siglo XV, vol. I. Madrid, 1779, pp. 220–404.
- Jean-Joseph-Stanislas-Albert Damas-Hinard, Poëme du Cid, texte espagnol accompagné d'une traduction française, des notes, d'un vocabulaire et d'une introduction, París, 1858.
- Florencio Janer, "Cantares del Cid Campeador, conocidos con el nombre de Poema del Cid", en Biblioteca de Autores Españoles... Poetas castellanos anteriores al siglo XV... Madrid: Manuel Rivadeneyra, 1864. Coteja críticamente el texto del manuscrito, cedido por Pedro José Pidal, con el de Tomás Antonio Sánchez y el de Damas Hinard, y añade las suyas a las notas de ambos.
- Andrés Bello, "Poema del Cid", en Obras completas de Don Andrés Bello, vol. II. Santiago de Chile: Imprenta de Pedro G. Ramírez, 1881, pp. 85–303.
- Ramón Menéndez Pidal, Cantar de Mío Cid, vol. III, Madrid, 1911; 2.ª ed. en Obras completas de Ramón Menéndez Pidal, vol. V, Madrid: Espasa-Calpe, 1946; 3.ª ed. Madrid, 1956.
- Ramón Menéndez Pidal, Poema de Mío Cid, Madrid: La Lectura, 1911; Madrid: Clásicos Castellanos, núm. 24, 1913; 13.ª ed. Madrid: Espasa-Calpe, 1971.
- Ramón Menéndez Pidal, Poema de Mío Cid, Facsímil de la edición paleográfica, Madrid, 1961.
- Ian Michael, Poema de mio Cid, Madrid: Clásicos Castalia núm. 75, 1976; 2.ª ed. 1978.
- Christopher Colin Smith, The Poem of the Cid, Oxford: Clarendon Press, 1972; versión castellana: Poema del Cid, Madrid: Cátedra, 1976, muy reimpresa.
- Miguel Garci-Gómez, Poema de mio Cid, Madrid: CUPSA, 1977.
- María Eugenia Lacarra, Poema de mio Cid, Madrid: Taurus, 1982. Usa el texto de Colin Smith y refunde sus notas, las de Menéndez Pidal y las de Ian Michael.
- Jules Horrent, Cantar de Mio Cid / Chanson de Mon Cid, Gante: Editions Scientifiques, 1982, 2 vols.
- José Jesús de Bustos Tovar, Poema de mio Cid, Madrid: Alianza Editorial, 1983.
- Pedro Manuel Cátedra, Poema de mio Cid, Barcelona; Planeta, 1985.
- Cantar de mío Cid. Ed., introd. y notas de Alberto Montaner Frutos. Estudio preliminar de Francisco Rico. Barcelona: Crítica, 1993.
- Poema de mio Cid. Ed. introd. y notas de Julio Rodríguez Puértolas. Madrid: Akal, 1996.
- Poema de mio Cid. Ed., introd. y notas de Eukene Lacarra Lanz. Barcelona: Debolsillo, 2002. Cid
- Cantar de mio Cid. Ed. de Alberto Montaner Frutos. Barcelona: Biblioteca Clásica de Galaxia Gutenberg/Círculo de Lectores, 2007.
- Poema de mio Cid. Ed., introd., notas y actividades de Eukene Lacarra Lanz. Barcelona: Penguin Clásicos, 2015.

## Adaptaciones modernas
El erudito mexicano Alfonso Reyes Ochoa hizo una versión en prosa moderna en 1919; el filólogo y poeta de la Generación del 27 Pedro Salinas adaptó el Cantar al castellano moderno en verso en 1926. Otras versiones rítmicas posteriores en verso están firmadas por Luis Guarner (1940), el medievalista Francisco López Estrada (1954), fray Justo Pérez de Urbel (1955), Matías Martínez Burgos (1955), Camilo José Cela (1959) y Alberto Manent (1968). En prosa, fuera de la ya citada de Alfonso Reyes, existen las versiones de Ricardo Baeza (1941), de Ángeles Villarta (1948), de Fernando Gutiérrez (1958), del mexicano Carlos Horacio Magis (1962) y de Enrique Rull (1982).
También se han realizado adaptaciones audiovisuales para cine y televisión: El Cid (1961), El poema del Mio Cid (TV), El Cid cabreador, El Cid, la leyenda, y las series de televisión Ruy, el pequeño Cid (1980) y El Cid (2020).